# 丹城文氏
丹城文氏或 江城文氏是朝鲜半岛的氏族，南平文氏的分支，本贯庆尚南道山清郡丹城县（旧称为晋州江城县）。

## 历史
始祖文益渐出身南平文氏，晋州江城县人，是高丽末期学者兼文臣。1360年（高丽恭愍王|恭愍王9年）文科及第，担任金海府司錄，谆谕博士。1363年，出使元朝后，引进、栽培棉花种子并推广棉花种植。高丽昌王时期，担任左司議。死后谥号忠宣。朝鲜初期，被追封为江城君。
其后代形成了以丹城属地江城为贯乡的「南平文氏江城君派」，他们以江城为本贯独立，建立江城文氏，之后更名为丹城文氏。因此，现在"南平文氏江城君派"或"江城文氏”都是丹城文氏的别称。